# Carl Leonard Danielsson
Carl Leonard Danielsson, född 30 mars 1845 i Kärrbo socken, död 15 november 1917 i Stockholm, var en svensk industriman och ingenjör. Han var brorson till Erik Georg Danielsson.
Carl Danielsson var son till trädgårdsmästaren August Ludvig Danielsson men blev redan som barn föräldralös. Han inackorderades 1852 hos lantbrukaren Westerlund i Tomte men fick från 1856 inackordering hos brukspatron Morten Edward Wærn på Stjärnsunds bruk, som var svåger till hans farbror Erik Georg Danielsson. Han erhöll där undervisning i hemmet, blev elev vid Stjärnsunds bruk 1865 och 1867 vid Bergsskolan i Filipstad. Sedan han avlagt avgångsexamen därifrån genomgick han en kurs i tillverkning av bessemerstål vid Västanfors bruk och blev 1868 bruksbokhållare vid Munkfors bruk.
1871 blev Danielsson förvaltare vid Stjärnsunds bruk och 1874 överingenjör vid Bofors. Han företog med understöd från Jernkontoret 1875–1876 en studieresa till Storbritannien och USA och 1878 en resa till Terre-noire i Frankrike för att studera stålgjutning. 1882–1893 var han chef för Bofors och därefter 1893–1913 förste disponent vid Uddeholmsverken.
Danielsson var från 1894 ledamot av styrelsen för Uddeholms AB från 1894, från 1914 som ordförande. Han var även ledamot av styrelserna för Stjerns AB 1894–1915, för Nya ångfartygs AB Elfdalen 1894–1899, för Dejefors-Forshaga järnvägs och slussverks AB 1896–1914, för Kläcka och Lerbergs gruvbolag, för Nordmarks gruv AB 1898–1911 samt för Persbergs gruv AB från 1908 som vice ordförande. Han var även en av stiftarna av Karlstad–Munkfors Järnvägs AB 1901 och ledamot av dess styrelse 1901–1914, en av stiftarna av Nordmarks elektriska kraft AB 1904 och ledamot av dess styrelse 1904–1911, ledamot av styrelserna för Storfors bruks AB från 1909 och för Skymnäs–Munkfors Järnvägs AB från 1910, en av stiftarna av Oxelösunds järnverks AB 1913 och ordförande i dess styrelse från 1913, ledamot av styrelserna för Filipstads norra bergslags järnvägs AB från 1914, för Karlstad–Skoghalls Järnvägs AB från 1914 och för AB Bofors-Gullspång från 1917.
Danielsson var ledamot av Örebro läns landsting 1887, 1889, och 1891–1894, deputerad i Järnkontoret 1884, 1890, 1896–1899 och 1914 samt fullmäktig där 1914 och därunder ledamot av dess kommitté angående de lägre bergsskolorna 1902, angående vattenrätts- och dikningskommittéernas betänkanden 1911 och angående ändringar i reglementet för de lägre bergsskolorna 1914. Danielsson var även ledamot av centralstyrelsen för Värmlands enskilda bank 1894–1911, av Värmlands läns landsting 1895–1911, av kommittén för 1900 års världsutställning i Paris 1897–1898, av prästlöneregleringskommittén 1897–1903 och var styrelsen för Värmlands hypotektförening 1899–1914. Han var vice ordförande i Värmländska bergsmannaföreningen 1899 och ordförande där 1902–1914, inspektor för Filipstads bergsskola och ordförande i dess styrelse 1902–1914. Danielsson var även ledamot av kyrkomötena 1903, 1908, 1909, 1910 och 1915 och därunder bland annat ledamot av ekonomiutskottet 1903 och 1908, ledamot av järnvägsrådet från 1914.
Danielsson blev riddare av Vasaorden 1890, kommendör av Vasaordens andra klass 1903 och av första klass 1913. Han erhöll Järnkontorets stora guldmedalj 1913.